# Зане Калінка
Зане Калінка (латис. Zane Kalinka; нар. 1947) — латвійський архітектор. Лауреат Державної премії України в галузі архітектури (1997).

## Біографія
У 1971 році закінчила Ризький політехнічний інститут за спеціальністю архітектура. Починаючи з 1971 року працювала архітектором в державному проєктному інституті «PILSETPROJEKTS». Після його реорганізації у 1991 році продовжила роботу у власному архітектурному бюро «KUBS».
У 1982 році була нагороджена премією Ленінського комсомолу СРСР за проєкт дитячої лікарні в Ризі. У 1984 році нагороджена дипломом на Всесвітній виставці архітекторів в Софії за проєкт готелю Ridzene в Ризі. У 1985 році отримала перший приз і медаль за реалізацію проєкту готелю Ridzene на виставці Асоціації архітекторів СРСР у Москві як найкращий будинок СРСР у 1984 році. У 1988 році нагороджена Золотою медаллю на виставці досягнень народного господарства в Москві за комплексний проєкт житлових будинків на бульварі Судрабкална в Ризі. У 1989 році удостоєна Ордена Червоного Прапора за проєкт Ризького кварталу в Славутичі, місті, побудованого у 1988 році для працівників ЧАЕС після Чорнобильської катастрофи.

## Вибрані проєкти
- Дитяча лікарня, Рига (1982)
- Готель Ridzene, Рига (арх. Зане Калінка, Юріс Гертманіс, Валерій Кадірков, 1984)
- Житлові будинки на бульварі Судрабкална, Рига (1988)
- Ризький квартал, Славутич (1988)
- Спортивний центр Atlantis по вул. Лачплеша, Рига (арх. Зане Калінка, Андріс Вітолс, Андріс Калінка, 1999)
- Вілла Anna по пр. Межа, Юрмала (арх. Зане Калінка, Андріс Вітолс, 1999)
- Житловий будинок по вул. Капу, Юрмала (арх. Зане Калінка, Сарміте Фогеле, 2000)
- Реконструкція офісної будівлі на вул. Кунгу, 1, Рига (арх. Петеріс Венцковіцс, Зане Калінка, Рудольфс Янсонс, 2001)
- Будівля Чеського посольства на вул. Елізабетес, 29а, Рига (арх. Петеріс Венцковіцс, Зане Калінка, Андріс Вітолс, 2001)
- Реконструкція Палацу Межотне (арх. Зане Калінка, Петеріс Венцковіцс, Рудольфс Янсонс, 2001)
- Житловий будинок по вул. Юрас, Юрмала (арх. Зане Калінка, Андріс Вітолс, Андріс Калінка, 2001)
- Житловий будинок у Каугурі, Юрмала (2002)
- Торговельний центр на вул. Чака, 72, Рига (арх. Зане Калінка, Юріс Лауріс, Андріс Калінка, 2003)
- Торговельний центр по вул. Вальдемара, Рига (арх. Зане Калінка, Петеріс Венцковіцс, Юріс Лауріс, Рудольфс Янсонс, Андріс Калінка, 2003)
- Багатоповерховий житловий будинок на вул. Томсона, 30, Рига (арх. Зане Калінка, Андріс Вітолс, Юріс Лауріс, Андріс Калінка, 2004)
- Торговельний центр по вул. Тербатас, Рига (арх. Зане Калінка, Юріс Лауріс, 2004)
- Торговельний центр на вул. Лачплеша, 29а, Рига (арх. Зане Калінка, Юріс Лауріс, 2005)
- Багатоповерховий житловий будинок по вул. Тербатас, Рига (арх. Зане Калінка, Андріс Калінка, Юріс Лауріс, 2006)
- Житловий будинок по пр. Дзінтару, Юрмала (арх. Зане Калінка, Єва Берза, 2006)
- Житловий будинок по пр. Дзінтару, Юрмала (арх. Зане Калінка, Аіга Рате, Даце Брезінська, Єва Берза, 2006)
- Багатоповерховий житловий будинок по вул. Анніньмуйжас, Рига (арх. Зане Калінка, Єва Скадіня, 2007)
- Багатоповерховий житловий будинок по пр. Дзінтару, Юрмала (арх. Зане Калінка, Андріс Вітолс, Аіга Рате, 2007)
- Квартал Centrus по вул. Кріш'яня Барона Рига (2015)